# Gestellsäge
Die Gestellsäge ist eine Handsäge zur spanenden Holzbearbeitung. Wie die ähnliche Bügelsäge gehört sie zu den Strecksägen oder gespannten Sägen. Die Gestellsäge ist im europäischen Raum weit verbreitet, sie wird auch Spannsäge genannt. Es ist die multifunktionalste aller Handsägen für Holz. Die Gestellsäge kann auf Zug oder Stoß gleichermaßen gut eingesetzt werden. Es ist die einzige Säge, bei der dies möglich ist, da sie symmetrisch aufgebaut ist. Die Gestellsäge ist in fünf Standardlängen erhältlich. Diese sind: 400 mm, 500 mm, 600 mm, 700 mm und 800 mm. Die Holzteile an einer Gestellsäge sind üblicherweise aus Rotbuche und der Steg aus Linde gefertigt. Besonders hochwertige Gestellungen sind aus Hainbuche gefertigt. Es sind acht verschiedene Sägeblatttypen für diese Säge standardmäßig verfügbar. Das Spannelement wurde früher aus geflochtenem, gewachstem Hanffaden hergestellt. Das Spannelement kann aus gewickeltem Draht gefertigt sein. Besonders hochwertig ist ein Spannelement aus Rundstahl. Die Gestellsäge ist für Rechts- und Linkshänder gleichermaßen gut geeignet. Die Teile einer Gestellsäge werden nicht verleimt, sondern nur gesteckt. So kann sie einfach zerlegt werden, damit sie beim Transport wenig Platz benötigt.

## Aufbau

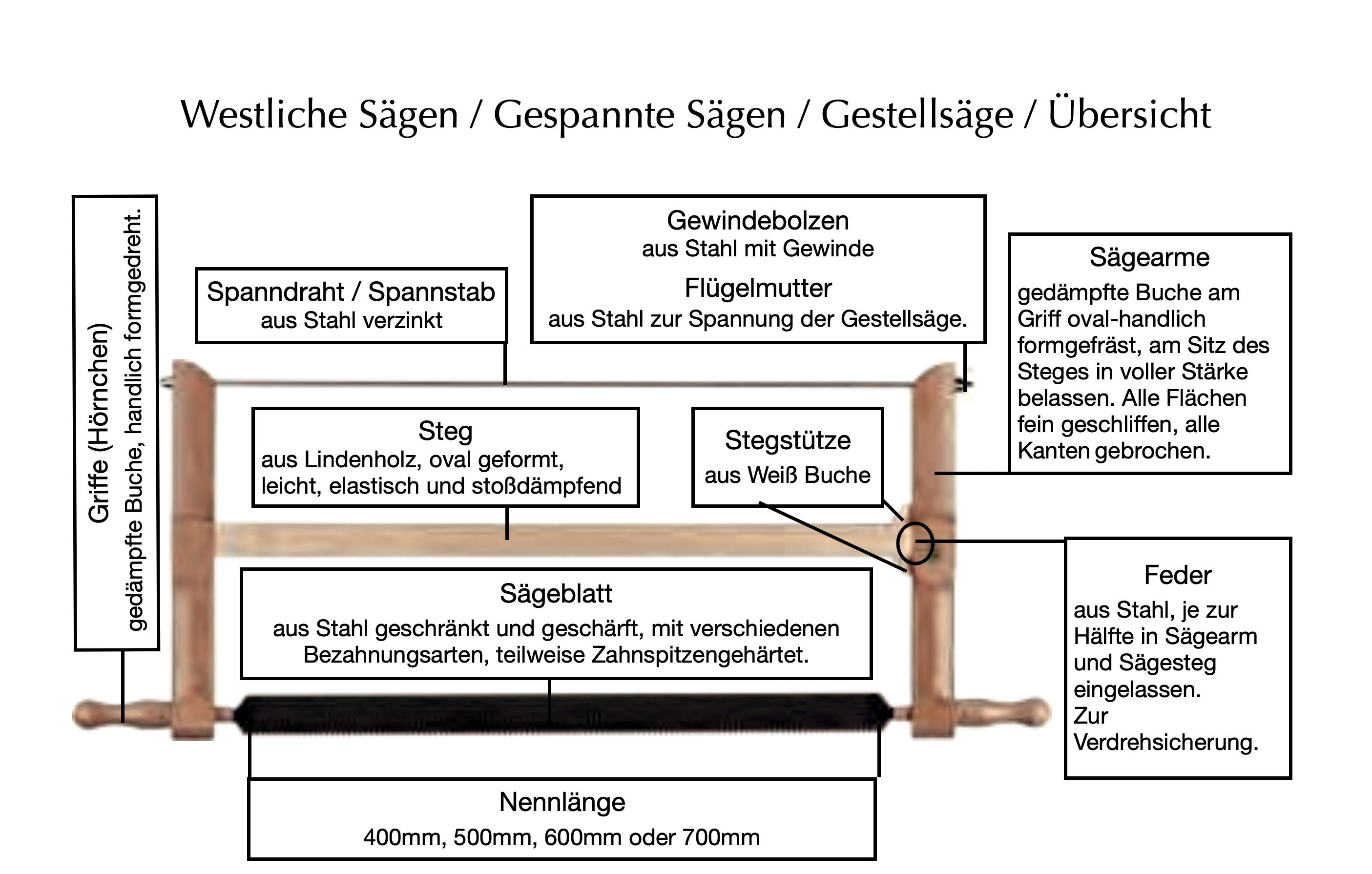

Westliche Sägen / Gespannte Sägen / Gestellsäge / Übersicht
Die Teile der Gestellsäge sind:
- Griffe (Hörnchen) meist aus gedämpfter Buche, handlich formgedreht. Wird auch Heft genannt.
- Spanndraht aus geflochtenem Stahldraht, verzinkt oder Spannstab aus Stahl, verzinkt; früher geflochtene Hanfschnur.
- Steg meist aus Lindenholz, oval geformt, leicht, elastisch und stoßdämpfend
- Stegstütze meist aus Weißbuche (Hainbuche)
- Feder aus Stahl, je zur Hälfte in Sägearm und Sägesteg eingelassen. Zur Verdrehsicherung.
- Gewindebolzen aus Stahl mit Gewinde Flügelmutter aus Stahl zur Spannung der Gestellsäge.
- Sägearme gedämpfte Buche, am Griff oval-handlich formgefräst, am Sitz des Steges in voller Stärke belassen zur Erhöhung der Stabilität. Alle Flächen fein geschliffen, alle Kanten gebrochen zu Erhöhung der Ergonomie.
- Sägeblatt aus Stahl geschränkt und geschärft, mit verschiedenen Bezahnungsarten, teilweise Zahnspitzengehärtet.
- Nennlänge 400 mm, 500 mm, 600 mm, 700 mm oder 800 mm
- Sägen mit einer Hanfschnur hatten zusätzlich einen Knebel, auch Reitel oder Reitelholz genannt[1]

Das Sägeblatt ist an beiden Enden durch Naturangeln oder Schraubangeln mit den Griffen verbunden. Diese sind drehbar in den Armen gelagert. Die Verbindung von Steg und Armen mit Zapfen oder Metallfedern ist oft durch angeleimte Stützen verstärkt. Anstelle von Knebel und Schnur ist ein Metalldraht mit Gewindebolzen, Unterlegscheibe und Flügelmutter möglich. Die zum Arbeiten nötige Spannung wird durch Verdrehen der doppelt geführten Schnur (reiteln) mit Hilfe des Knebels (Reitelholzes) erreicht.

## Einteilung nach westlichen Sägeblättern
Gestellsägen gibt es in verschiedenen Größen für unterschiedlichen Aufgaben. Früher war dies nach DIN genormt. Diese Normen sind zurückgezogen. :
Schittersägen
werden für grobe Arbeiten beim Ablängen von Brettern, Kant- oder Rundhölzern, Besäumen, Grobzuschnitt, und zum Brennholzschneiden eingesetzt. Die Bezahnung steht auf Zug und Stoß mit größter Zahnteilung.
Nennlänge 600 mm, 700 mm und 800 mm
Blattstärke 0,7 mm
Zahnteilung 6 mm
Breite 38 mm
Schlitzsägen, auch Faustsägen (auch Örter-, Trenn- oder Spannsägen)
haben breitere Sägeblätter für gute Führung zum Schneiden von Verbindungen wie Schlitzen und Zapfen. Die mittlere Zahnteilung steht auf Stoß und ist für den schnellen Längsschnitt gut geeignet. Die Zähne stehen stark auf Stoß, haben eine große Zahnteilung auf Stoß mit weiter Schränkung für eine hohe Schnittleistung beim Aufteilen und Besäumen des Schnittholzes.
Nennlänge 600 mm und 700 mm
Blattstärke 0,7 mm
Zahnteilung 5 mm
Breite 40 mm
Absetzsägen
sind kleiner mit einer feinen Zahnteilung, schwach auf Stoß, sie sind wenig geschränkt und erzeugen einen feinen, sauberen Schnitt, auch quer zur Holzfaser. Mit ihnen werden Verbindungen wie Zinken und Schwalben geschnitten und Zapfen abgesetzt.
Nennlänge 600 mm und 700 mm
Blattstärke 0,7 mm
Zahnteilung 3 mm
Breite 40 mm
Schweifsägen
sind die kleinsten Gestellsägen mit schmalen Sägeblättern zum Schneiden von runden und geschwungenen Formen. Das Sägeblatt kann ausgehängt werden, um in außen geschlossenen Flächen arbeiten zu können. Die Zahnteilung ist fein und steht schwach auf Stoß. Erhältlich in 600 mm Nennlänge.
Nennlänge 600 mm
Blattstärke 0,6 mm
Zahnteilung 3 mm
Breite 7 mm

## Einteilung nach japanischen Sägeblättern
Japanische Sägeblätter arbeiten auf Zug.
Längsschnittsäge
geeignet für den sauberen Längsschnitt.
Nennlänge 600 mm
Blattstärke 0,6 mm
Zahnteilung 2,8 mm
Breite 40 mm
Zahnform: japanische Dreiecksverzahnung
Universalsäge
geeignet für den sauberen Längs- und Querschnitt.
Nennlänge 400 mm, 500 mm, 600 mm & 700 mm
Blattstärke 0,6 mm
Zahnteilung 2 mm
Breite 33 mm
Zahnform: japanische Universalbezahnung
Querschnittsäge
geeignet für den sauberen Querschnitt.
Nennlänge 600 mm
Blattstärke 0,6 mm
Zahnteilung 2 mm
Breite 40 mm
Zahnform: japanische Trapezbezahnung
Schweifsäge
Zum Sägen von Schweifungen (Kurven). Runde und geschwungene Werkstücke.
Nennlänge 400 mm
Blattstärke 0,6 mm
Zahnteilung 1,8 mm
Breite 10 mm
Zahnform: japanische Universalbezahnung

## Arbeitstechniken und Verwendung

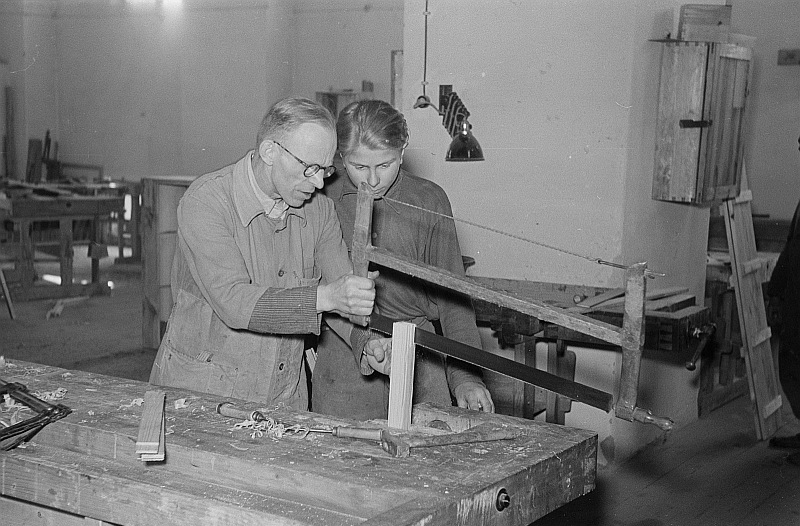
Zapfen schlitzen mit einer Gestellsäge, gespannt mit Flügelmutter

Zuerst wählt man Länge und Sägeblatt aus. Um die Gestellsäge zu nutzen, muss sie erst leicht an der Flügelmutter gespannt werden. Anschließend wird das Sägeblatt ausgerichtet. Nach dem Ausrichten wird sie vollständig gespannt. Das Sägeblatt darf dabei nicht in sich verdreht sein. Um das zu kontrollieren, peilt man über das Sägeblatt. Die Säge beim Anschnitt leicht neigen.
Da die Griffe in den Armen drehbar gelagert sind, lässt sich das Sägeblatt gegenüber dem Gestell passend zum Arbeitsschritt einrichten. Beim Schneiden von Verbindungen wird das Blatt leicht aus der Gestellebene gedreht, um gut auf den Riss am eingespannten Werkstück sehen zu können. Hierbei wird die Säge mit einer Hand an einem der Arme geführt. Beim Fausten, dem Besäumen von Brettern oder Bohlen, steht das Sägeblatt quer mit fast 90° zum Gestell. Die Hände greifen an Horn und Steg und führen die Säge von oben nach unten. So können lange Strecken gesägt werden, ohne mit dem Rahmen anzustoßen.
Durch den Einsatz von Holzbearbeitungsmaschinen werden Gestellsägen heute fast ausschließlich zur Übung in Lehrwerkstätten benutzt, um dem Auszubildenden ein Gefühl für den Umgang mit einer Säge zu vermitteln.

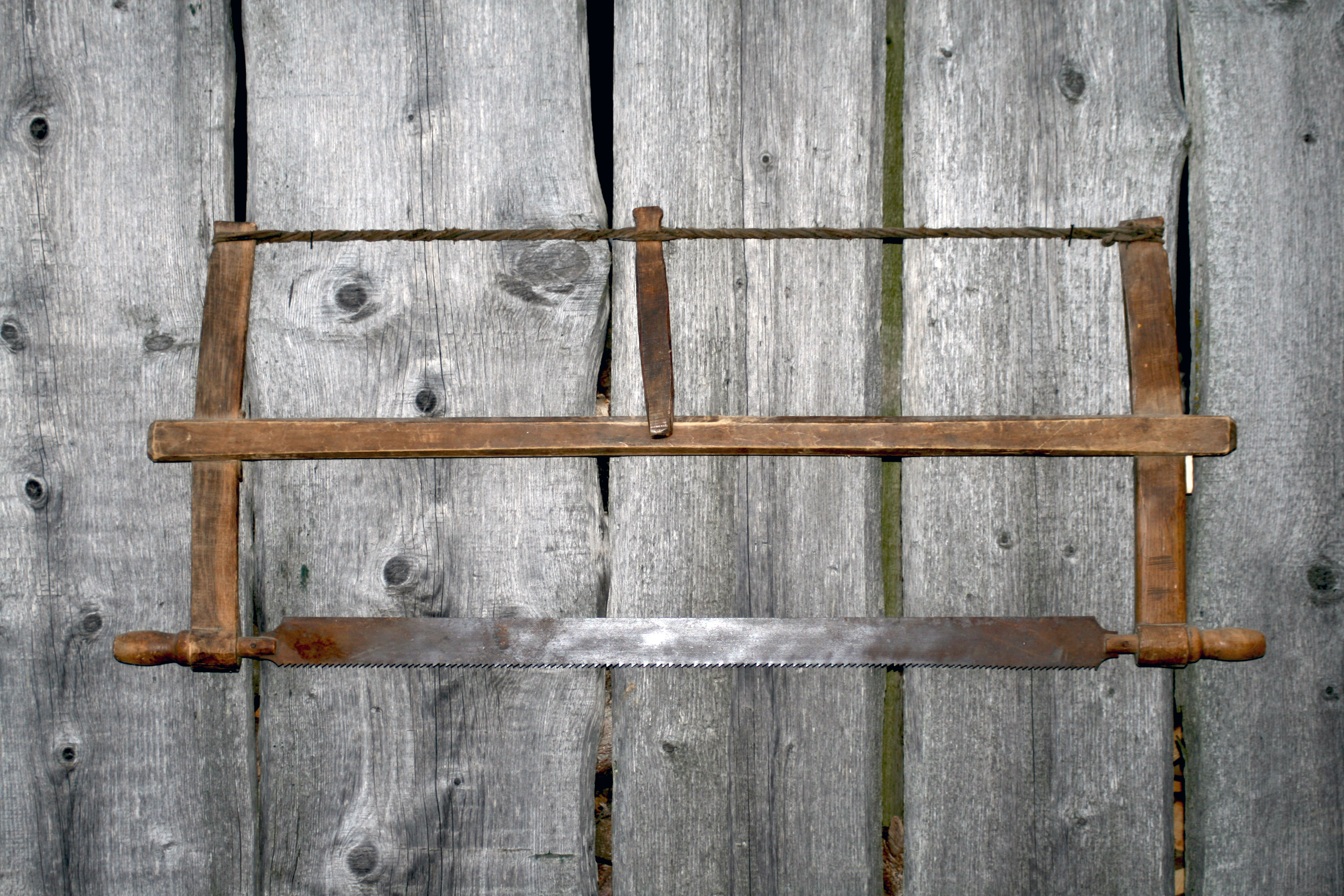
Gestellsäge mit Spannschnur und Knebel
Schweifsäge, schnurgespannt
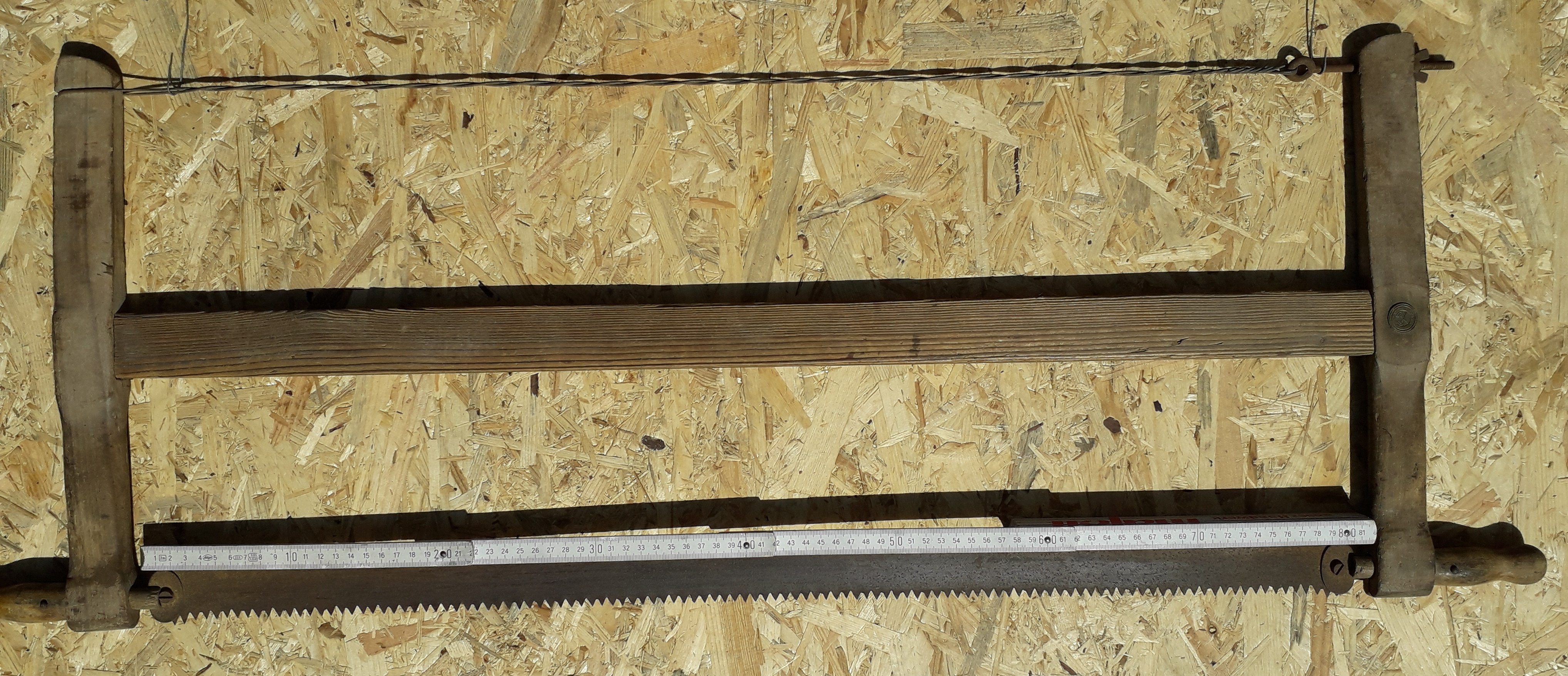
Gestellsäge mit 800 mm Schittersägeblatt

## Pflege
Holzteile leicht mit Holzöl einölen. Bei längerem Nichtgebrauch Sägeblatt leicht mit Kamelienöl einölen. Vor Feuchtigkeit geschützt lagern. Nur geeignete Materialien schneiden. Säge so lagern, dass die Zähne nicht beschädigt werden. Daher Sägeblatt bei Lagerung und Transport nach innen drehen. Säge bei Nichtgebrauch entspannen.